# Mauritz Lewenhaupt
Axel Mauritz Lewenhaupt (* 12. Juli 1666 in Stockholm; † 1735 in Stensnäs) war ein schwedischer Generalmajor.

## Leben

### Herkunft und Familie
Mauritz war Angehöriger der schwedischen Grafen Lewenhaupt. Seine Eltern sind der schwedische Reichsrat und Feldmarschall Carl Mauritz Lewenhaupt (1620–1666) und Anna Maria, geb. Cruus von Edeby (1642–1716).
Der schwedische Admiral Axel Johan Lewenhaupt (1660–1717) und der kursächsische Generalkriegskommissar Carl Gustav Lewenhaupt (1662–1703) sind seine Brüder. Der schwedische Generalleutnant Gustaf Fredrik Lewenhaupt (1658–1723) und der schwedische General Adam Ludwig Lewenhaupt (1659–1719) sind seine Schwäger.
Er war 1690 in erster Ehe mit Freiin Hedvig Eleonora Sparre († 1732) und in zweiter Ehe 1723 mit Birgitta Sibylla Francisca von Praunheim (* 1697 (1696)) vermählt, der Tochter von Johann Georg Wilhelm von Praunheim zu Praunheim (* 1666) und der Eleonore, geb. von Cronberg (Tochter des Crafft Otto, Grafen von Kronberg, Hohengeroldseck und Falkenstein, Freiherren von Oberstein und der Maria ...), sowie Schwester der Antoinetta Maria Reitz, geb. von Praunheim, und des Carl Anton Philipp von Praunheim, die nach dessen Tod 1740 mit ihrer Schwester die praunheim'sche Lehnsnachfolge antraten. Die beiden Töchter Eleonora Josefa (* 19. März 1724) und Charlotta Henrietta (* 8. Juni 1725; † 1808) gingen zunächst in französische Klöster, lebten nach deren Auflösung in Trier. Charlotta Henrietta starb dort als Äbtissin von St. Irminen.

### Werdegang
Lewenhaupt war 1672 Student in Uppsala. 1684 trat er als Freiwilliger in die Leibgarde ein, wo er im Folgejahr Pikenier war. Er avancierte 1686 zum Fähnrich und war 1688 Hauptmann im Infanterieregiment „Nils Bielke“. Noch 1695 stand er in gleicher Stellung im Leibregiment der Königin zu Fuß und wechselte 1697 ins Södermanland-Regiment. 1699 nahm er seinen Abschied aus schwedischen Militärdiensten.
Als Oberstleutnant stand er 1699 bei den „Grand Mousquetaire Garde du Corps“ in Polen.  Als 1700 der Nordischer Krieg mit Schweden ausbrach, rief der schwedische König seine Vasallen zu den Waffen. Am 7. November 1701 erhielt er mit dem Charakter eines Generalmajors seinen Abschied aus polnischen Diensten. Aber seit 1702 diente er in der kaiserlichen Armee und nahm an der Belagerung von Landau teil. In Schweden wurde ihm der Prozess gemacht. Am 25. April 1703 verurteilte das Hofgericht ihn und seinen Bruder zum Verlust von Leben, Ehre und Gütern.
Mauritz war Graf von Falkenstein, Freiherr von Reipoltzkirchen, Herr von Bretzenheim (die Großmutter seiner zweiten Schwiegermutter war eine geborene Gräfin von Falkenstein, welcher Familie auch Reipoltzkirchen und Bretzenheim gehörte), Vinäs (ab 1729), Tjolöholm in der Gemeinde Fjärås, Kreis Halland, Stensnäs in der Gemeinde Ukna, Kreis Kalmar und Håberg in der Gemeinde Flo, Kreis Skaraborg. Bereits 1700 hatte er seinen Anteil an Falkenstein und Bretzenheim mit der Maßgabe, weiterhin den Grafentitel führen zu dürfen, an seinen Bruder Carl Gustaf verkauft. Seinen Anteil und seine Ansprüche an Reipoltzkirchen veräußerte er am 29. Januar 1724 ebenfalls an seinen Bruder.
Nach dem sein Urteil annulliert wurde, kehrte er 1725 nach Schweden zurück, kaufte 1729 das Gut Vinäs und wurde am 20. Mai 1735 in der Kirche von Vinäs begraben.